# June Lockhart
June Lockhart est une actrice américaine, née le 25 juin 1925 à New York.

## Biographie

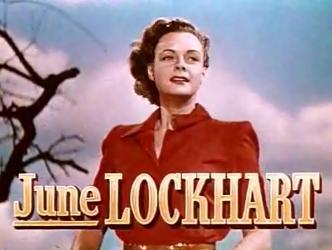
Son of Lassie (1945)

Elle est la fille de Gene et Kathleen Lockhart, et la mère d'Anne Lockhart, tous acteurs.

## Filmographie

### Cinéma
- 1938 : Un conte de Noël (A Christmas Carol) d'Edwin L. Marin : Belinda Cratchit
- 1940 : L'Étrangère (All This, and Heaven Too) d'Anatole Litvak : Isabelle
- 1941 : La Famille Stoddard (Adam Had Four Sons) de Gregory Ratoff : Vance
- 1941 : Sergent York (Sergeant York) de Howard Hawks : Rosie York
- 1942 : Miss Annie Rooney d'Edwin L. Marin : Stella Bainbridge
- 1943 : Forever and a Day : la fille dans l'abri anti aérien
- 1944 : Les Blanches Falaises de Douvres (The White Cliffs of Dover) de Clarence Brown : Betsy Kenney à 18 ans
- 1944 : Le Chant du Missouri (Meet Me in St. Louis) de Vincente Minnelli : Lucille Ballard
- 1945 : Règlement de comptes (Keep Your Powder Dry) d'Edward Buzzell : Sarah Swanson
- 1945 : Son of Lassie de S. Sylvan Simon : Priscilla
- 1946 : La Femme loup (She-Wolf of London) de Jean Yarbrough : Phyllis Allenby
- 1946 : Ève éternelle (Easy to Wed) d'Edward Buzzell : Barbara 'Babs' Norvell
- 1946 : Jody et le Faon (The Yearling) de Clarence Brown : Twink Weatherby
- 1947 : It's a Joke, Son! de Benjamin Stoloff : Mary Lou Claghorn
- 1947 : Bury Me Dead de Bernard Vorhaus : Barbara Carlin
- 1947 : La Brigade du suicide (T-Men) d'Anthony Mann : Mary Genaro
- 1957 : La Chute des héros (Time Limit) de Karl Malden : Mrs. Cargill
- 1963 : Lassie: A Christmas Tail : Ruth Martin
- 1965 : Lassie's Great Adventure de William Beaudine : Ruth Martin
- 1980 : Just Tell Me You Love Me : Mrs. Taylor
- 1982 : Deadly Games de Scott Mansfield : Marge Lawrence
- 1982 : Butterfly de Matt Cimber : Mrs. Helen Gillespie
- 1983 : Les envahisseurs sont parmi nous (Strange Invaders) de Michael Laughlin : Mme Bigelow
- 1986 : Troll de John Carl Buechler : Eunice St. Clair
- 1988 : Rented Lips (en) de Robert Downey Sr. : la mère d'Archie
- 1989 : C.H.U.D. 2 de David Irving : Gracie
- 1989 : The Big Picture de Christopher Guest : Janet Kingsley
- 1991 : Dead Women in Lingerie d'Erica Fox : Ma
- 1992 : Amazing Stories: Book Five (vidéo) : Mildred (segment "The Pumpkin Competition")
- 1994 : Sleep with Me de Rory Kelly : Caroline
- 1994 : Tis the Season de Jon Brekke : Mrs. Livingston
- 1998 : Perdus dans l'espace (Lost in Space) de Stephen Hopkins : Principal Cartwright
- 1999 : Situation critique (Deterrence) de Rod Lurie : Secrétaire de State Clift
- 2000 : The Thundering 8th de Donald Borza
- 2009 : Super Capers de Ray Griggs (en) : la mère

### Télévision

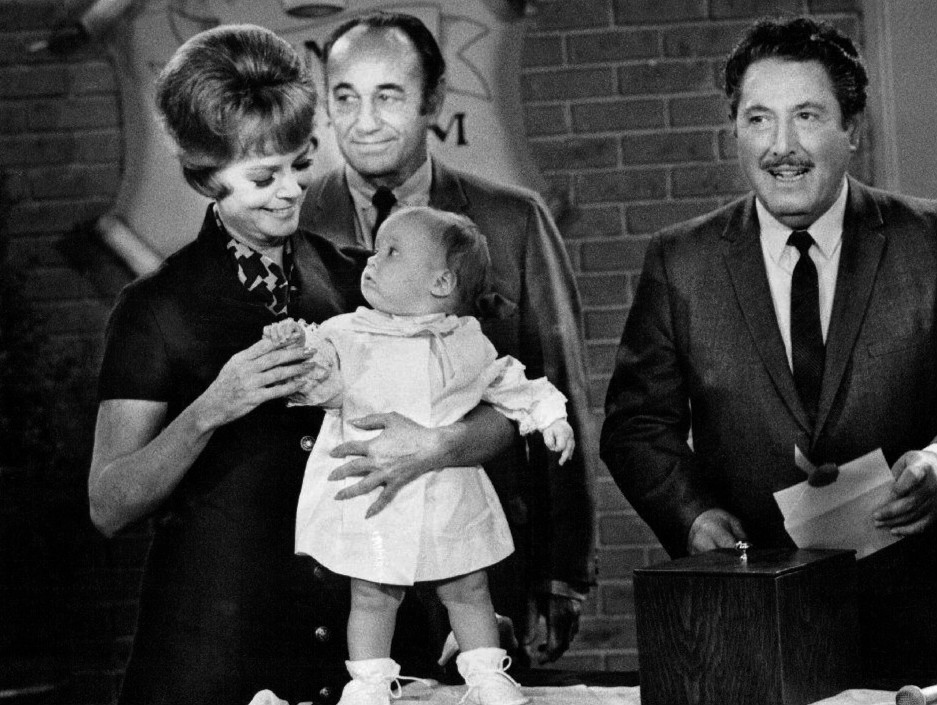
June Lockhart dans Petticoat Junction en 1969.

- 1958-1964 : Lassie (208 épisodes) : Ruth Martin
- 1964 : Ma sorcière bien-aimée (Bewitched) : Saison 1, épisode 6, Le Protégé de Samantha : Mrs Burns
- 1964 : Voyage au fond des mers (Voyage to the Bottom of the Sea) : Saison 1, épisode 16, Le Fantôme de Moby Dick : Ellen Bryce
- 1965-1968 : Perdus dans l'espace (Lost in Space) (84 épisodes) : Docteur Maureen Robinson
- 1968 : Cher oncle Bill (Family Affair) : Saison 3, épisode 5, The Substitute Teacher : Miss Evans
- 1968 : Lassie: The Adventures of Neeka
- 1968-1970 : Petticoat Junction (46 épisodes) : Dr. Janet Craig
- 1970 : But I Don't Want to Get Married! : Hope
- 1973 : The Bait : Nora
- 1974 : These Are the Days (série) : Martha Day (voix)
- 1975 : Le Daliah noir (Who Is the Black Dahlia?) : Mrs. Fowler
- 1977 : La Malédiction de la veuve noire (Curse of the Black Widow) : Mrs. Lockwood
- 1978 : A Double Life : Noreen Cole
- 1978 : Loose Change (feuilleton) : Irene Evans
- 1978 : The Gift of Love : Constance Schuyler
- 1979 : Walking Through the Fire : Ruth Moore
- 1979 : Dinky Hocker : Helen Hocker
- 1981 : Peking Encounter : Emily
- 1982 : The Capture of Grizzly Adams : Liz Hawkins
- 1984 : La Nuit où l'on a sauvé le père Noël (The Night They Saved Christmas) : Martha Noël
- 1984-1998 : Hôpital central (General Hospital) (série) : Maria Ramirez
- 1985 : All American Cowboy
- 1986 : Le Cheval de feu (Wildfire) (série) : Vesta (voix)
- 1988 : CBS Schoolbreak Special (série) - épisode : Never Say Goodbye : 'Mo' Donovan
- 1988 : Perfect People : Esther
- 1988 : A Whisper Kills : Winifred 'Winnie' Rogers
- 1992 : Danger Island (en) : Kate
- 1994 : Babylon 5 : Dr. Laura Rosen
- 1994 et 1995 : Ren et Stimpy (The Ren & Stimpy Show) (série) : Mrs. Brainchild (voix)
- 1995 : La Colonie (en) (The Colony) : Mrs. Billingsley
- 1995 : Out There : Donna
- 1995 : Notre belle famille (step by step) : Helen Lambert (saison 5 épisode 22 : Visite à Disneyworld - 1ère partie)
- 2001 : Au Pair II : Grandma Nell Grayson

### Jeux vidéo
- 2014 : Tesla Effect: A Tex Murphy Adventure : Margaret Leonard